# Brauerei Jacob Stauder
La Brauerei Jacob Stauder est une brasserie à Essen, dans le quartier d'Altenessen.

## Histoire
La brasserie est fondée par Theodor Stauder, un compagnon brasseur et tonnelier de Laub en Basse-Franconie, qui reprend en 1867 la Hausbrauerei Schlicker à Essen, encore rurale avec une industrie émergente, et qui brasse initialement de la bière de fermentation basse. En 1888, Jacob Stauder transfère la brasserie à Altenessen et la fait inscrire sous son nom au registre royal des sociétés prussiennes. Pendant la Première Guerre mondiale, au cours de l'hiver 1916-1917, Caspar Stauder hérite de l'entreprise et la dirige également pendant la crise économique des années 1930.
Son fils Hans-Jacob Stauder lui succède et dirige pendant la Seconde Guerre mondiale. Pour le centenaire de l'entreprise en 1967, il introduit ses fils Claus et Rolf Stauder dans l'entreprise.
En janvier 2005, l'entreprise est dirigée par la sixième génération des cousins Axel et Thomas Stauder.

## Production
Les marques et produits de la brasserie sont Stauder Pils, Stauder Ruhrtyp Hell (depuis 2014), Stauder alkoholfrei, Tut Gut Malz, Borbecker Helles Dampfbier, Borbecker Salonbier, Stauder Radler (depuis 2007), la Stauder Fassbrause citron (depuis 2011) et pomme-rhubarbe (depuis 2013). La Stauder Spezial fut fabriquée jusqu'au 31 janvier 2014.
À l'occasion du 150e anniversaire de l'entreprise, la bière anniversaire Jacob, une bière brune et plus forte avec 5,6% d'alcool, est vendue à partir de début 2017. La Helle, une bière légèrement trouble avec 4,5% d'alcool et un goût légèrement fruité, est sur le marché depuis avril 2018.